# Cásper Líbero
Cásper Líbero (Bragança Paulista, 2 de marzo de 1889-Río de Janeiro, 27 de agosto de 1943) fue un periodista brasileño.
Se graduó en la Facultad de Derecho de la Universidad de São Paulo y dos años después fundó el periódico Última Hora, en la ciudad de Río de Janeiro. A los 23 años creó la primera agencia de noticias del estado de São Paulo, Agência Americana.
En 1918, con 29 años, se convirtió en director y propietario del vespertino A Gazeta, modernizándolo y transformándolo en una de las mayores organizaciones periodísticas de la época. Para ello, importó rotativas de Alemania, reemplazó el telégrafo por el teletipo e implementó nuevas técnicas de grabado, composición e impresión gráfica, las primeras en color en Brasil. Al mismo tiempo, implementó una nueva dinámica en el transporte y distribución del periódico, permitiendo que los ejemplares llegaran a los lectores en un tiempo récord.
En 1932 fue uno de los líderes de la Revolución Constitucionalista. En 1939 inauguró el Palácio da Imprensa, como luego se llamaría la sede del periódico A Gazeta en la antigua Rua da Conceição, hoy Avenida Cásper Líbero. Fue el primer edificio levantado en el país con las características apropiadas para escribir, grabar, componer, imprimir y distribuir un periódico.
Entre 1940 y 1941 presidió la Federación Nacional de Prensa (FENAI - FAIBRA).
Creó un suplemento especialmente dedicado al deporte, centrado en la cobertura futbolística, llamado A Gazeta Esportiva y fue el creador de la Carrera Internacional de San Silvestre de São Paulo.
Cuando murió en un accidente aéreo en Río de Janeiro, en el que también falleció el entonces arzobispo de São Paulo, Dom José Gaspar d'Afonseca e Silva, abandonó, de acuerdo con su testamento presente en su propio testamento, un complejo de comunicaciones. que es administrado actualmente por la Fundación Cásper Líbero. Este complejo reúne actualmente a TV Gazeta, Rádio Gazeta y Gazeta FM, el portal Gazeta Esportiva, la Facultad Cásper Líbero y el Grupo Cidadania Empresarial.
Está enterrado en el Obelisco de São Paulo, donde reposan los restos de los héroes de la Revolución de 1932.

## Biografía
Hijo de Honório Líbero, médico y político republicano, y de Doña Zerbina de Toledo Líbero, dama muy respetada en Bragança, Cásper Líbero, se mudó a la ciudad de São Paulo.
A los 19 años se licenció en Ciencias Jurídicas y Sociales en la Facultad de Derecho de la Universidad de São Paulo. Como abogado sólo trabajó dos años. Fue fiscal de Hacienda de Mato Grosso.
Un poco antes trabajó como jefe de la sucursal del periódico O Estado de S. Paulo en Río de Janeiro, hasta entonces la capital brasileña. A los 21 años, en la ciudad de São Paulo, creó Americana, agencia pionera en noticias 100% nacionales.
A los 23 años, fundó junto a otros socios el periódico Última Hora, de gran circulación en la ciudad de Río de Janeiro.
Luego, a los 29 años, el 14 de julio de 1918, Antônio Augusto de Covello, tercer propietario del diario A Gazeta, decidió vendérselo a Cásper Líbero. Se convirtió en director y propietario, transformándola en una de las mayores organizaciones de prensa de la época.
Cásper modernizó el periódico implementando nuevas tecnologías, instalando una nueva dinámica en su distribución y logró organizarlo de manera rentable, promoviendo un periodismo correcto y ético. Sin embargo, el éxito del diario “A Gazeta” todavía no fue suficiente. Tenía la intención de crear un complejo de comunicación.
Apasionado por los deportes, creó A Gazeta Esportiva, que comenzó siendo pequeña, solo una columna, y luego se convirtió en el periódico deportivo más importante de América Latina.
Cásper Líbero, fue uno de los líderes de la revolución de 1932, y este acto fue tan importante que está enterrado en el obelisco de Ibirapuera, junto a las 4 personas asesinadas el 23 de mayo (MMDC). Tras la revolución, Cásper Líbero se exilió en Estados Unidos y poco después en Francia.
En 1934, creó la versión sonora de “A Gazeta”, que fue transmitida por Rádio Cruzeiro do Sul, que se transmitió en el programa Grande Jornal Falado d’A Gazeta.
En 1939, Cásper Líbero inauguró el Palácio da Imprensa para albergar las nuevas instalaciones de A Gazeta, en Rua Conceição, 88 (actual Av. Cásper Líbero).
Cásper, apasionado del deporte y gran defensor de diversos deportes, creó la tradicional Carrera Internacional São Silvestre, que se realiza cada año el 31 de diciembre. También creó la Prueba Ciclística 9 de Julio, que rinde homenaje a la Revolución Constitucionalista de 1932. Además de otros eventos como la Travesía a Natación de São Paulo, que se realiza en el río Tietê y los Juegos Universitarios Brasileños.
La década de 1940 es muy importante en la historia de Cásper, ya que en 1943 invierte en la radio, adquiriendo Rádio Educadora Paulista (actualmente Gazeta AM), que fue la emisora pionera en São Paulo. Fue un éxito de público y crítica por tener una programación musical muy depurada, considerada una escuela de músicos.
Sin embargo, el 27 de agosto de 1943, Cásper viajaba en el avión VASP “Cidade de São Paulo”, que se estrelló contra la Torre de la Academia Naval, cerca de la Bahía de Guanabara, en Río de Janeiro. El accidente fue fatal, matando no sólo al periodista sino también a los demás pasajeros. En el vuelo también estaba el arzobispo de São Paulo, Dom José Gaspar.
Antes de su muerte, Cásper Líbero redactó un testamento para que su patrimonio se destinara a la creación de una fundación con el objetivo de, utilizando una educación y medios de comunicación de calidad, poder construir una sociedad más justa y desarrollada,.
La Fundación Cásper Líbero administra su patrimonio y, atendiendo a sus deseos, creó la primera escuela de Periodismo del país, la Facultad Cásper Líbero. TV Gazeta, que ya formaba parte de sus planes, también fue uno de los legados que dejó.